# Jalalia colorata
Jalalia colorata är en insektsart som beskrevs av M. Firoz Ahmed 1970. Jalalia colorata ingår i släktet Jalalia och familjen dvärgstritar. Inga underarter finns listade i Catalogue of Life.